# Piper tumidinodum
Piper tumidinodum är en pepparväxtart som beskrevs av Truman George Yuncker. Piper tumidinodum ingår i släktet Piper och familjen pepparväxter. Inga underarter finns listade i Catalogue of Life.